# Soeor-Oejata

Soeor-Oejata (Russisch: Суор-Уята, Jakoets: Суор Уйата) is een bergketen in het noordoosten van de Russische autonome deelrepubliek Jakoetië, in het interfluvium van de Indigirka en de Alazeja. Het heeft een lengte van ongeveer 60 kilometer en een breedte die varieert tussen de 10 en 12 kilometer. De hoogte bedraagt maximaal 512 meter. De bergketen kan als een westelijke voortzetting van het berggebied Oelachan-Sis worden gezien. In het berggebied ontstaan onder andere de rivieren Kleine Chomoes-Joerjach, Grote Chomoes-Joerjach, Byja en Soldat.